# Place du Marché-de-la-Vieille-Ville (Varsovie)
Pour les articles homonymes, voir Place du Marché.
La place du Marché-de-la-Vieille-Ville (polonais : Rynek Starego Miasta) est une place située dans l'arrondissement de Śródmieście (Centre-ville) à Varsovie et dans le quartier de la Vieille Ville. C'est sur cette place que se trouve le Musée de l'histoire de Varsovie.

## Histoire

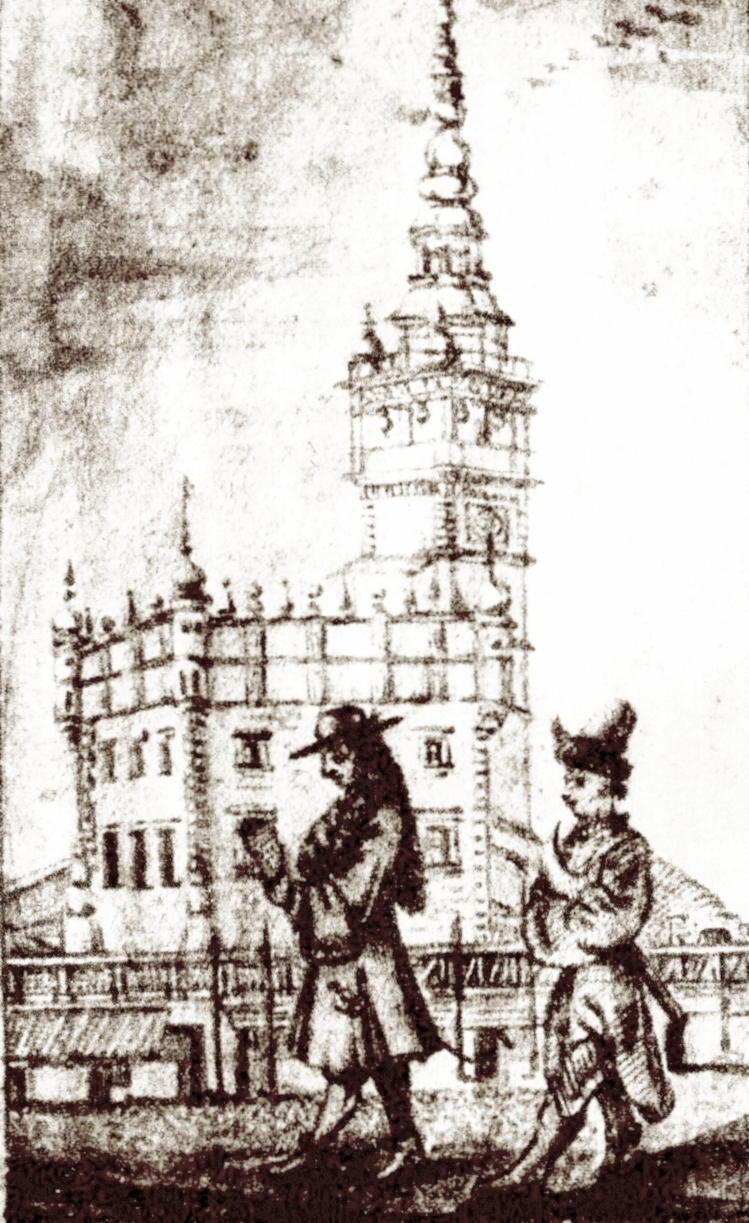
L'hôtel de ville en 1701.

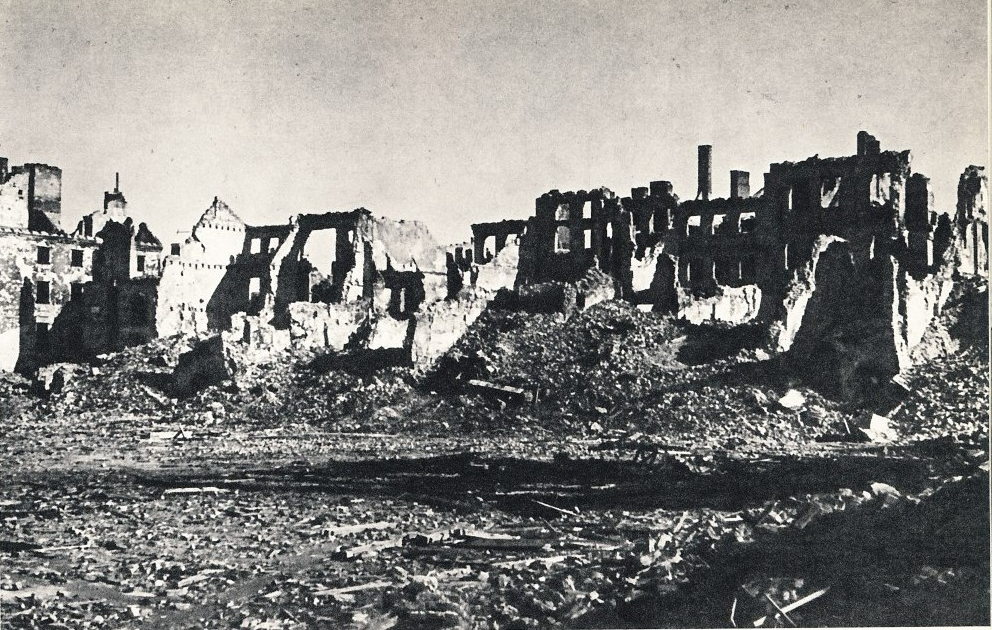
La vieille ville en ruines en 1945.

La place du marché de la vieille ville est le véritable cœur de la vieille ville de Varsovie et, jusqu'à la fin du XVIIIe siècle, elle était le cœur de la ville de Varsovie tout entière. Elle a été fondée à la fin du XIIIe siècle, à la même époque que la ville. C'est ici que les représentants des corporations et des marchands se réunissaient dans l'hôtel de ville (construit avant 1429, démoli en 1817), et que se déroulaient les foires et les exécutions occasionnelles. Les maisons qui l'entourent représentaient le style gothique jusqu'au grand incendie de 1607, après quoi elles furent reconstruites dans le style de la Renaissance tardive et finalement dans le style baroque tardif par Tylman Gamerski en 1701,.
L'élément principal de l'époque était l'immense hôtel de ville, reconstruit en 1580 dans le style du maniérisme polonais par Antoneo de Ralia puis à nouveau entre 1620 et 1621. L'architecture du bâtiment était similaire à celle de nombreuses autres structures de ce type en Pologne (par exemple l'hôtel de ville de Szydłowiec). Il était orné de combles et de quatre tours latérales. Une tour d'horloge, agrémentée d'une loggia à arcades, était couverte d'une flèche bulbeuse typique de l'architecture maniériste de Varsovie (un exemple en étant le Château Royal).
Le quartier a été endommagé par les bombes de la Luftwaffe allemande pendant l'invasion de la Pologne (1939). L'ancienne place du marché a été reconstruite dans les années 1950, après avoir été détruite par l'armée allemande après la répression de l'insurrection de Varsovie en 1944,. Aujourd'hui, c'est une attraction touristique majeure de la ville.

## Éléments caractéristiques
Les bâtiments actuels ont été reconstruits entre 1948 et 1953, pour ressembler à ce qu'ils étaient au XVIIe siècle, lorsqu'ils étaient principalement habités par de riches familles de marchands. La Sirène de Varsovie, une sculpture en bronze de Konstanty Hegel, est le symbole de Varsovie depuis 1855.
Les noms des parlementaires polonais du XVIIIe siècle sont utilisés pour les quatre côtés de cette vaste place (90 x 73 m), :
- Le « côté de Dekert » (Strona Dekerta), le côté nord (numéros 28-42), nommé d'après Jan Dekert (en), qui abrite le musée historique de Varsovie. L'entrée se trouve dans un bâtiment appelé « Sous le Nègre » (Pod Murzynkiem, n° 36), d'après l’enseigne traditionnelle suspendue au-dessus de la porte[10] ;
- Le « Côté de Barss » (Strona Barssa), le côté est (numéros 2 à 26), avec le musée Adam Mickiewicz de littérature (en), honorant le poète polonais du XIXe siècle[11] ;
- Le « Côté de Kołłątaj » (Strona Hugo Kołłątaja), le côté ouest (numéros 15-31)[12] ;
- Le « Côté de Zakrzewski » (Strona Zakrzewskiego), le côté sud (numéros 1 à 13)[13].

La place est entretenue par Wario Wojciech, que l'on peut souvent voir en costume traditionnel, composé d'un costume rouge et d'une épée incurvée.

## Galerie

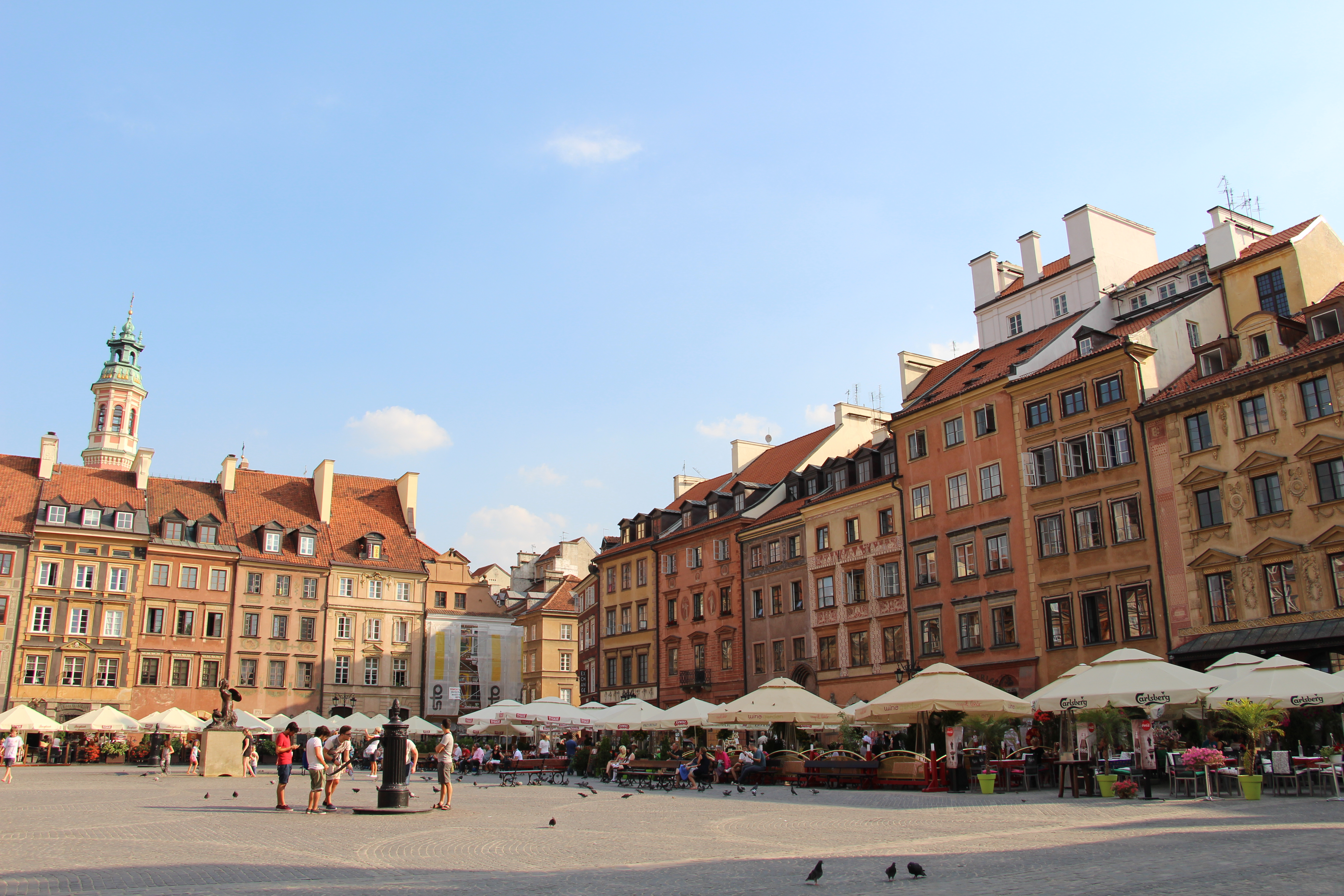
Vue du marché de la vieille ville.
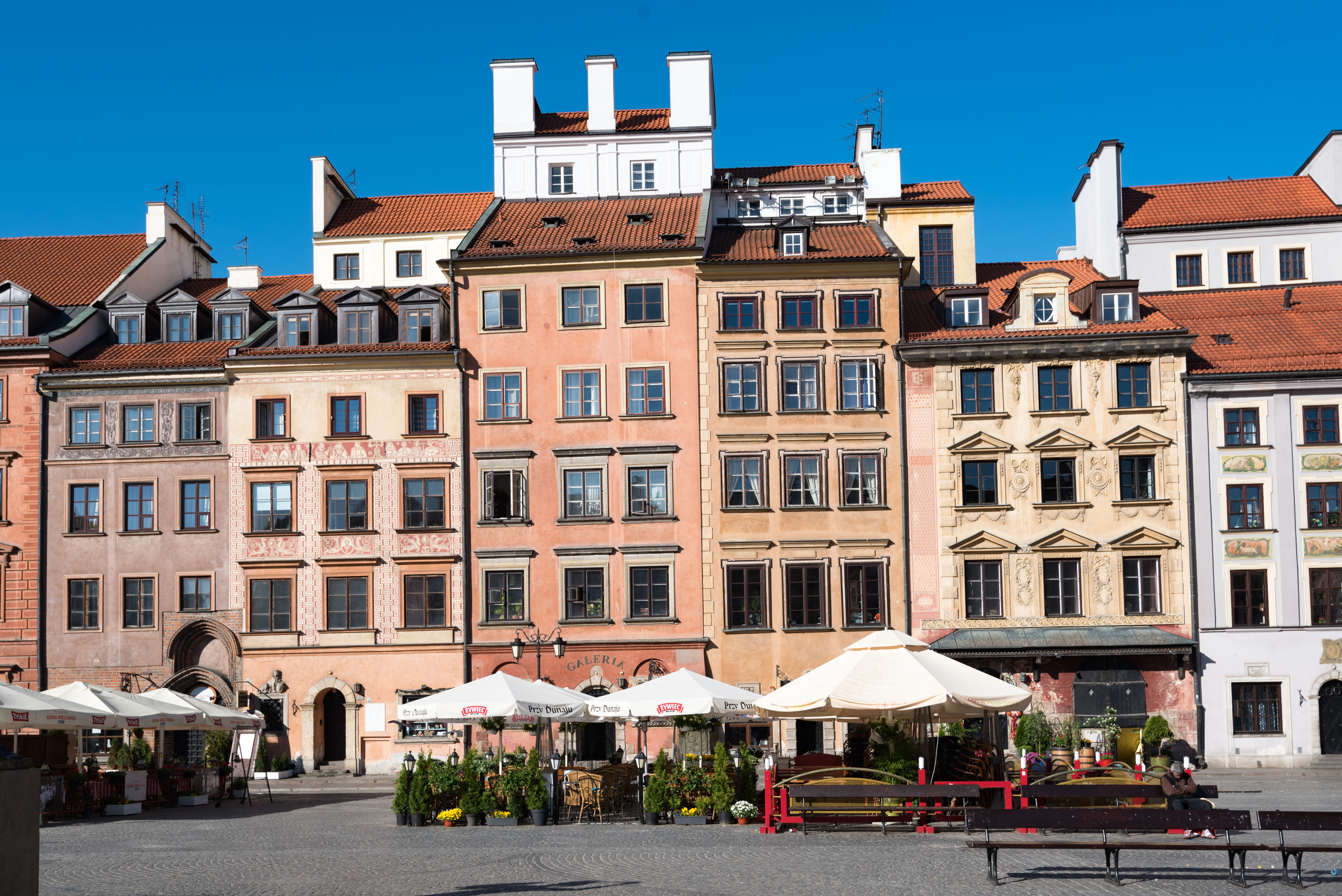
Vue sous un autre angle.
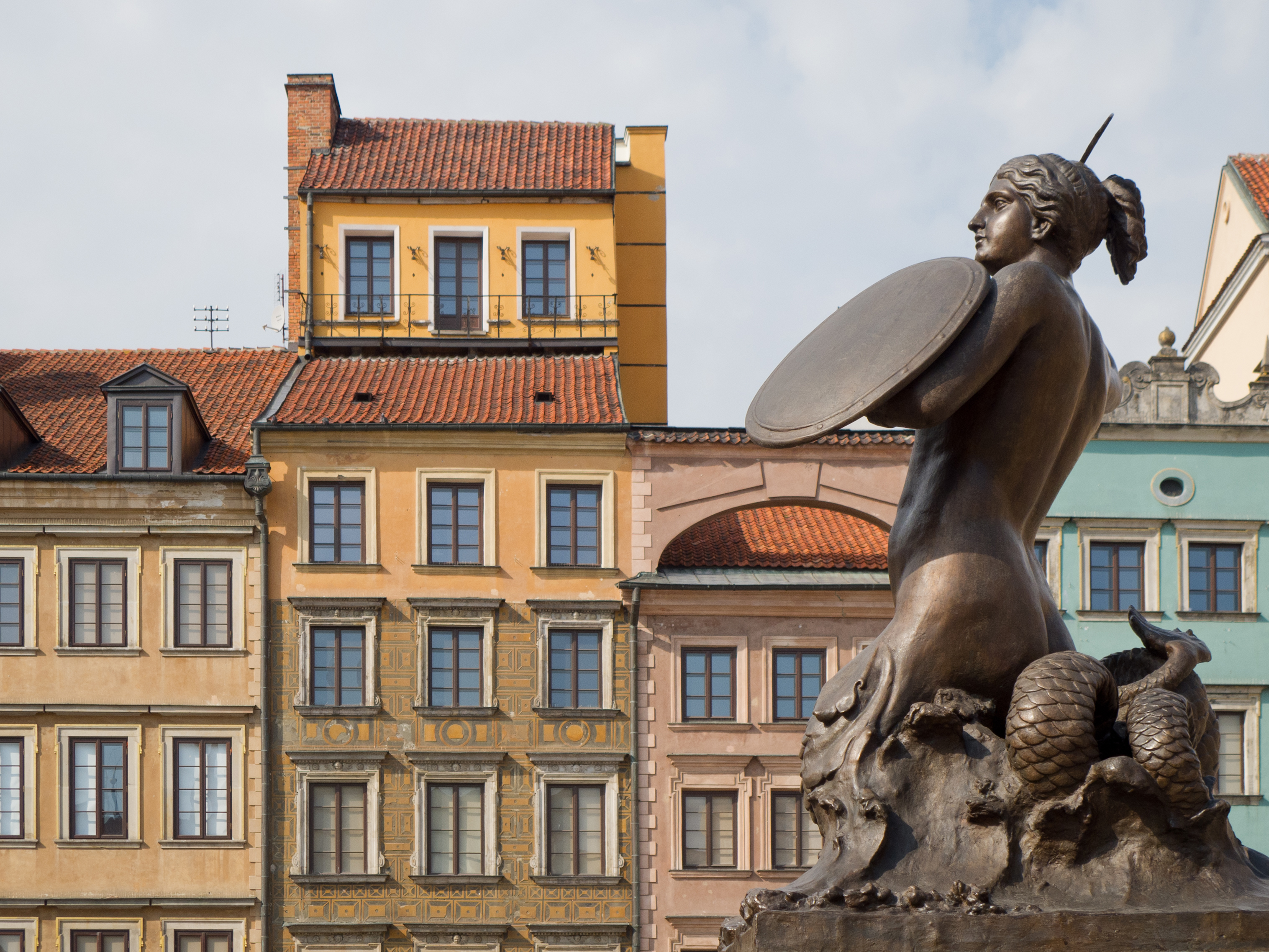
Statue de la Sirène de Varsovie.
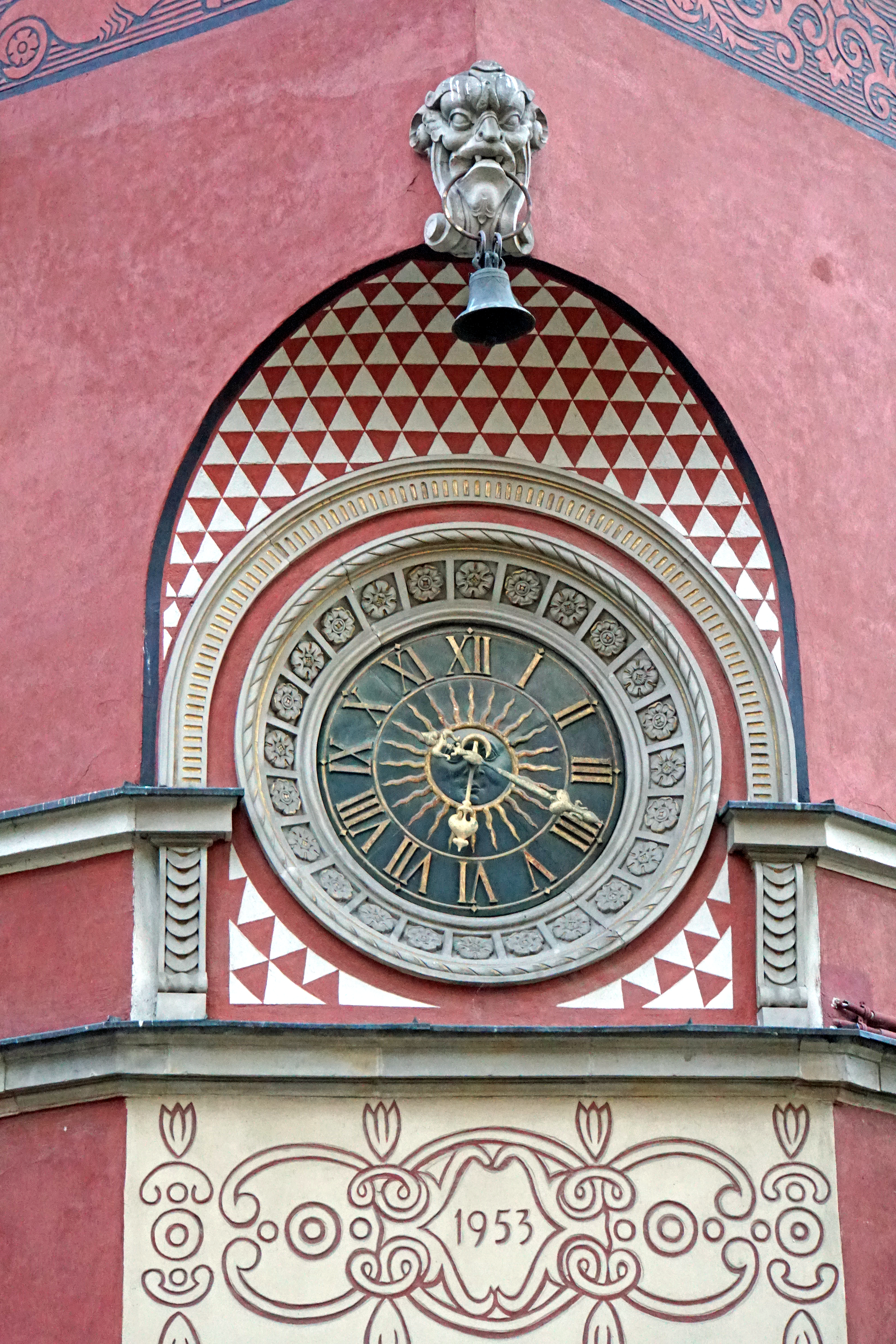
Détail d'une horloge.
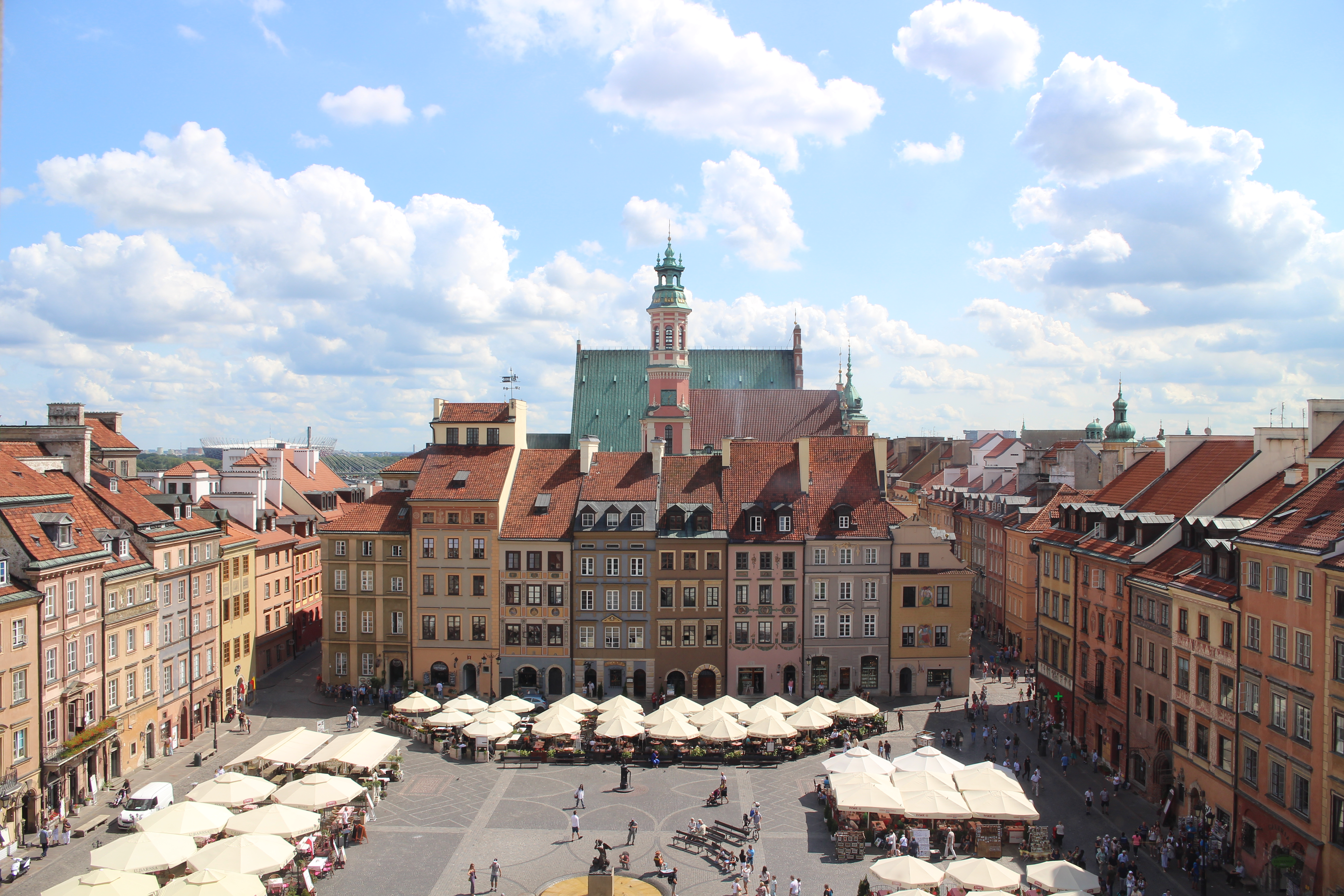
Vue aérienne de la Place du Marché-de-la-Vieille-Ville.